# Condensazione capillare
La condensazione capillare consiste nel fenomeno di transizione gas-liquido in pori di dimensioni ridotte (detti "mesopori"), ad esempio all'interno di materiali porosi, che si svolge in condizioni di pressione minori della pressione di vapore del liquido considerato.
Tale fenomeno fu messo in evidenza per la prima volta nel 1911 dal chimico austriaco Richard Adolf Zsigmondy.

## Equazione di Kelvin-Wheler
Al diminuire della dimensione dei pori, diminuisce la pressione alla quale si ha la condensazione, secondo la seguente equazione, detta equazione di Kelvin-Wheler:
{\displaystyle \ln {\left({\frac {p}{p_{0}}}\right)}={\frac {RT\,r_{p}}{2\sigma V\cos {\theta }}}}
in cui:
- p è la pressione
- {\displaystyle p_{0}} è la pressione di vapore del liquido
- il rapporto {\displaystyle p/p_{0}} è pari al valore di umidità relativa
- R è la costante dei gas
- T è la temperatura
- {\displaystyle r_{p}} è il raggio del poro
- {\displaystyle \sigma } è la tensione superficiale del liquido
- V è il volume molare del liquido
- {\displaystyle \theta } è l'angolo di contatto

## La condensazione capillare nel calcestruzzo
Il fenomeno della condensazione capillare fa sì che si formi del liquido all'interno dei pori del calcestruzzo (che è un materiale particolarmente poroso) anche quando l'umidità relativa è minore del 100%.

## La condensazione capillare nel processo di adsorbimento
Nei processi di adsorbimento e desorbimento che seguono le isoterme di adsorbimento di tipo IV e V si presenta isteresi a causa del fenomeno di condensazione capillare.